# Philosoph Konstantin-Universität Nitra

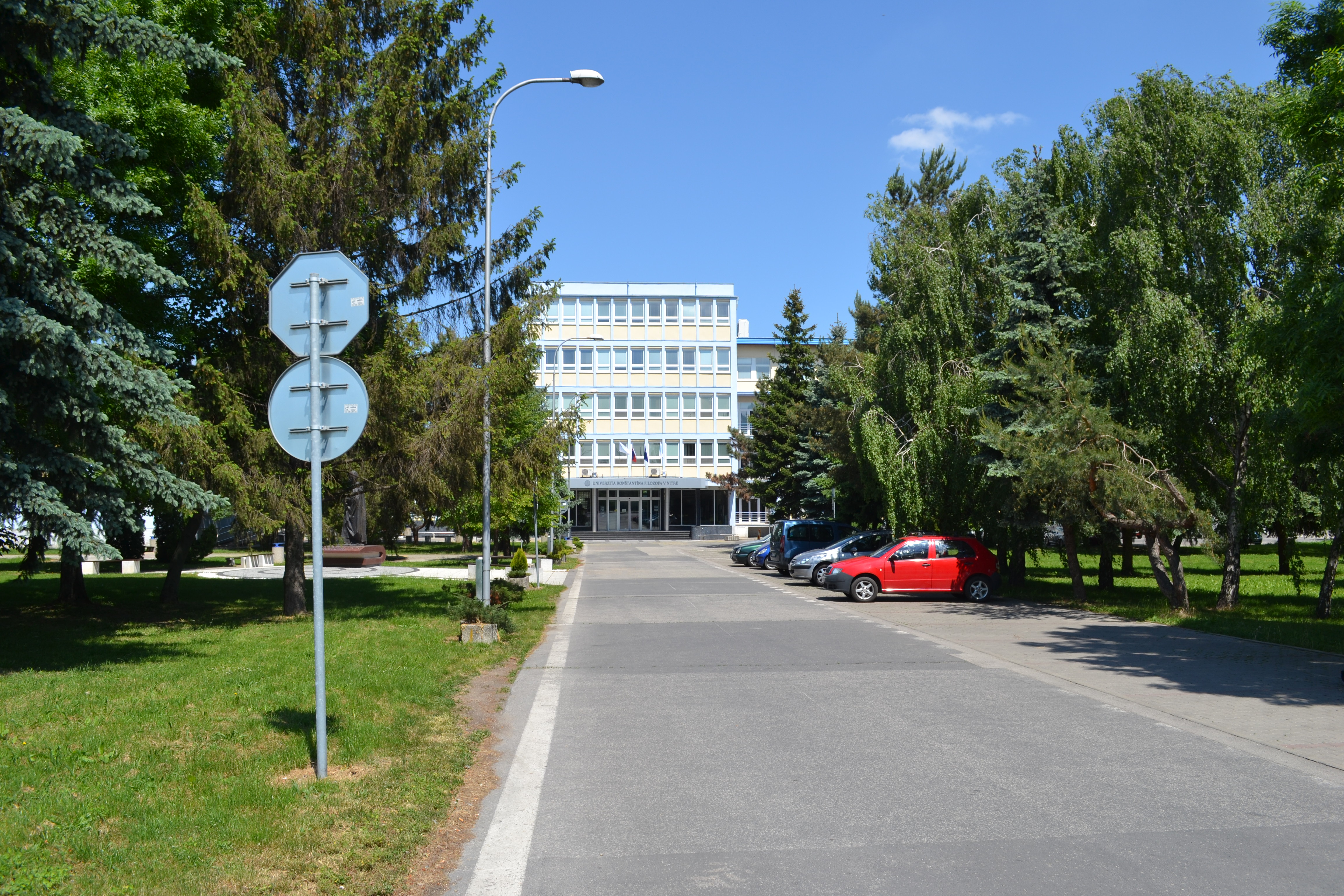
Philosoph Konstantin-Universität Nitra (2015)

Die Philosoph-Konstantin-Universität (slowakisch Univerzita Konštantína Filozofa v Nitre; UKF) ist eine öffentliche Universität in Nitra in der Slowakei.
Die Philosoph-Konstantin-Universität geht auf das 1959 gegründete Pädagogische Institut in Nitra (Pedagogický inštitút v Nitre) für Lehrerausbildung zurück, 1964 wurde es in eine selbstständige Hochschule namens Pedagogická fakulta Nitra (Pädagogische Fakultät Nitra) umgewandelt. Nach dem gescheiterten Versuch, 1992 diese Hochschule mit der Landwirtschaftlichen Hochschule Nitra zu einer neuen Universität namens Nitrianska univerzita Nitra (Neutraer Universität Nitra) zu vereinigen, wurde die bisherige pädagogische Fakultät zu einer pädagogischen Hochschule ausgebaut (Vysoká škola pedagogická v Nitre) und mit dem neuen Hochschulgesetz von 1996 erhielt sie den heutigen Namen (und Bezeichnung Universität), sie wurde weiter zu einer lokalen allgemeinen Universität ausgebaut. Der heutige Name der Universität geht auf den heiligen Kyrill (Konstantin) von Saloniki zurück, einen der "slawischen Apostel" Brüder Kyrill und Method. 
In Deutschland ist die Hochschule für den 1992 gegründeten Lehrstuhl für Germanistik bekannt, der eng mit dem Deutschen Akademischen Austauschdienst (DAAD) zusammenarbeitet.